# Technomyrmex nigriventris
Technomyrmex nigriventris é uma espécie de formiga do gênero Technomyrmex.